# Rolf Beab
Rolf Beab (ur. 4 stycznia 1964 w Helmstedt) – były wschodnioniemiecki pływak, specjalizujący się w stylu klasycznym.
W 1985 wywalczył tytuł mistrza Europy w Sofii w sztafecie 4 × 100 m stylem zmiennym. Na tych samych mistrzostwach zdobył również srebro na 100 m żabką.
Ma żonę Susan, z którą ma syna Denisa (ur. 1984).